# BMW GINA
GINA Light Visionary Model to koncepcyjny, pokryty tkaniną samochód sportowy o zmiennym kształcie, zbudowany przez BMW. GINA to skrót od „Geometry and functions In 'N' Adaptations”. Został zaprojektowany przez zespół kierowany przez szefa projektowania BMW, Chrisa Bangle, który powiedział, że GINA pozwoliła jego zespołowi „rzucić wyzwanie istniejącym zasadom i konwencjonalnym procesom”. Do innych projektantów należy Anders Warming.
Budowa rozpoczęła się w roku 2001, a gotowy samochód zaprezentowany został w roku 2008.

## Nadwozie z materiału

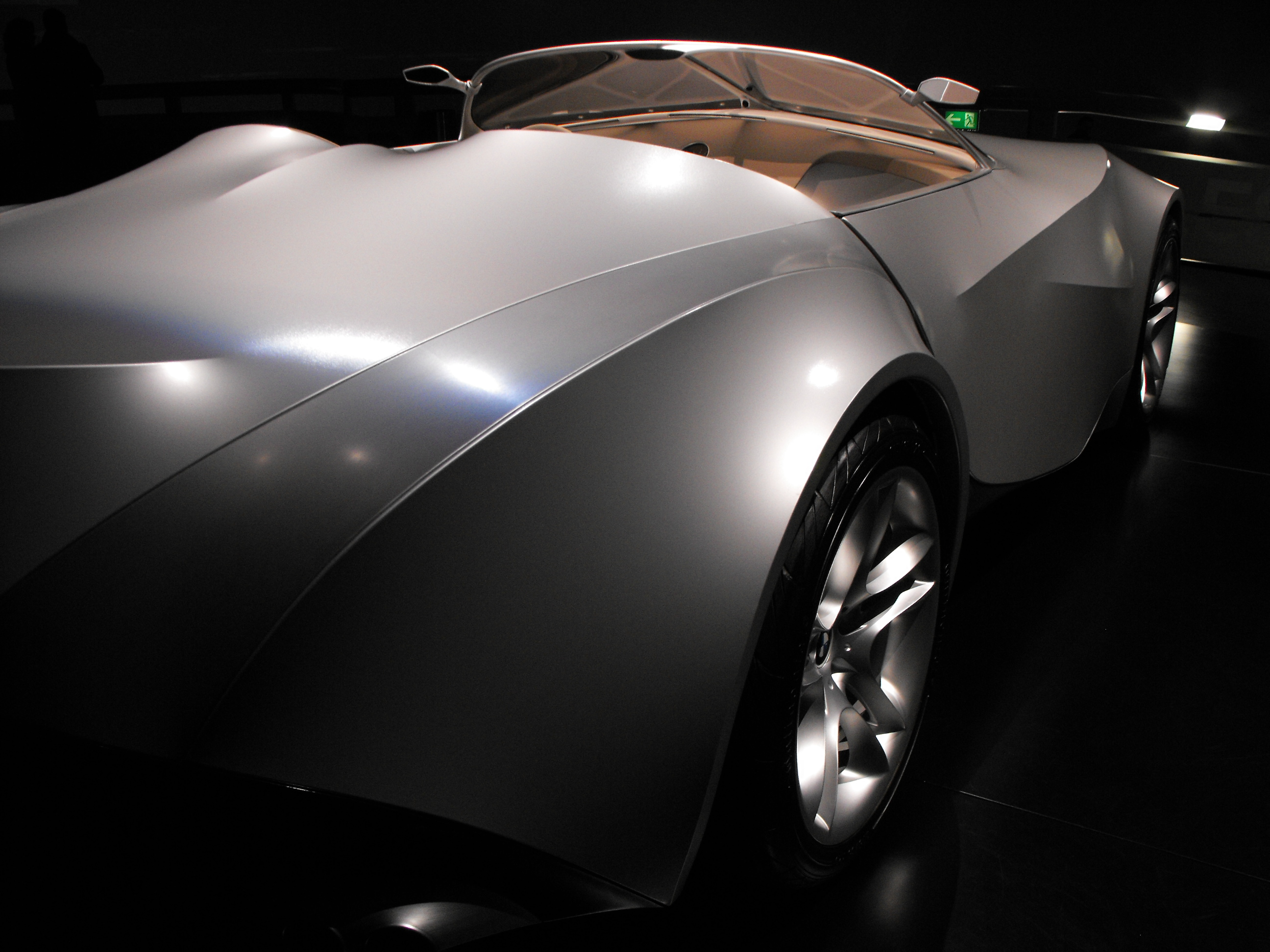
BMW Gina - widok z tyłu

BMW twierdzi, że elastyczna, wodoodporna, półprzezroczysta skóra z tkaniny syntetycznej – powlekanego poliuretanem spandeksu – jest wytrzymała i trwała. Jest odporna na wysokie i niskie temperatury, nie pęcznieje ani nie kurczy się, a ruch nie rozluźnia ani nie uszkadza materiału. Nadwozie zmienia swój kształt w zależności od warunków zewnętrznych i prędkości, a także pozwala kierowcy ręcznie sterować zmianami kształtu. Tkanina naciągnięta jest na ramę z ruchomymi częściami; kształty formowane są pod skórą przez konstrukcję z drutu aluminiowego, chociaż w miejscach, w których wymagana jest elastyczność (kanały, otwory drzwiowe, spojler), zastosowano elastyczne rozpórki z włókna węglowego.
Kształt ramy kontrolowany jest przez wiele siłowników elektrycznych i hydraulicznych; na przykład reflektory są odsłaniane, gdy silniczki rozwierają szczeliny skóry niczym powieki, a dostęp do silnika można uzyskać przez szczelinę, która otwiera się na środku maski. Ponieważ materiał jest półprzezroczysty, tylne światła po prostu przez niego przeświecają.
GINA ma tylko cztery „panele” – maskę, dwa panele boczne i bagażnik. Jej skóra wygląda na gładką, ale tylny spojler może z niej „wyrosnąć” aby zapewnić stabilność przy dużych prędkościach. Drzwi samochodu otwierają się poprzez podniesienie do góry po skosie i pokryte są kawałkiem materiału sięgającym od przodu samochodu do ich tylnej krawędzi, który po zamknięciu pozostawia idealnie gładką powierzchnię.

## Wnętrze
Kiedy samochód jest zaparkowany, kierownica i przyrządy tablicy wskaźników znajdują się w pozycji „spoczynkowej” na konsoli środkowej, aby umożliwić kierowcy łatwe wejście. Gdy kierowca naciśnie przycisk start, przyrządy obracają się w jego kierunku, a kierownica wysuwa się; zagłówek podnosi się z siedzenia, gdy kierowca usiądzie.

## Żarty dotyczące nazwy
Niezwykła nazwa pojazdu koncepcyjnego rozbawiła niektórych komentatorów. Kilka osób porównało otwór na masce do waginy. Carscoops zrobił to po otrzymaniu zdjęcia pojazdu z magazynu Top Gear, komentując: „Zagadka rozwiązana: dlaczego BMW nazywa to «Giną»...”. Jalopnik również podchwycił żart, ale odmówił wyjaśnienia, żartując, że są „familijnym show”.